# سیارک ۲۴۶۶۵
سیارک ۲۴۶۶۵ (به انگلیسی: 24665 Tolerantia، نامگذاری:1988RN3) بیست و چهار هزار و ششصد و شصت و پنجمین سیارک کشف شده‌است که در ۸ سپتامبر ۱۹۸۸ کشف شد.
قدر مطلق سیارک برابر ۷.۴ است.